# Grésy-sur-Isère
Grésy-sur-Isère település Franciaországban, Savoie megyében. Lakosainak száma 1197 fő (2022. január 1.). Grésy-sur-Isère Aiton, École, Fréterive és Montailleur községekkel határos.

## Népesség
A település népességének változása:
| Lakosok száma | 1244 | 1242 | 1277 | 1242 | 1229 | 1215 | 1202 | 1203 | 1197 |
|               | 2013 | 2015 | 2016 | 2017 | 2018 | 2019 | 2020 | 2021 | 2022 |